# Timothy Otis Howe

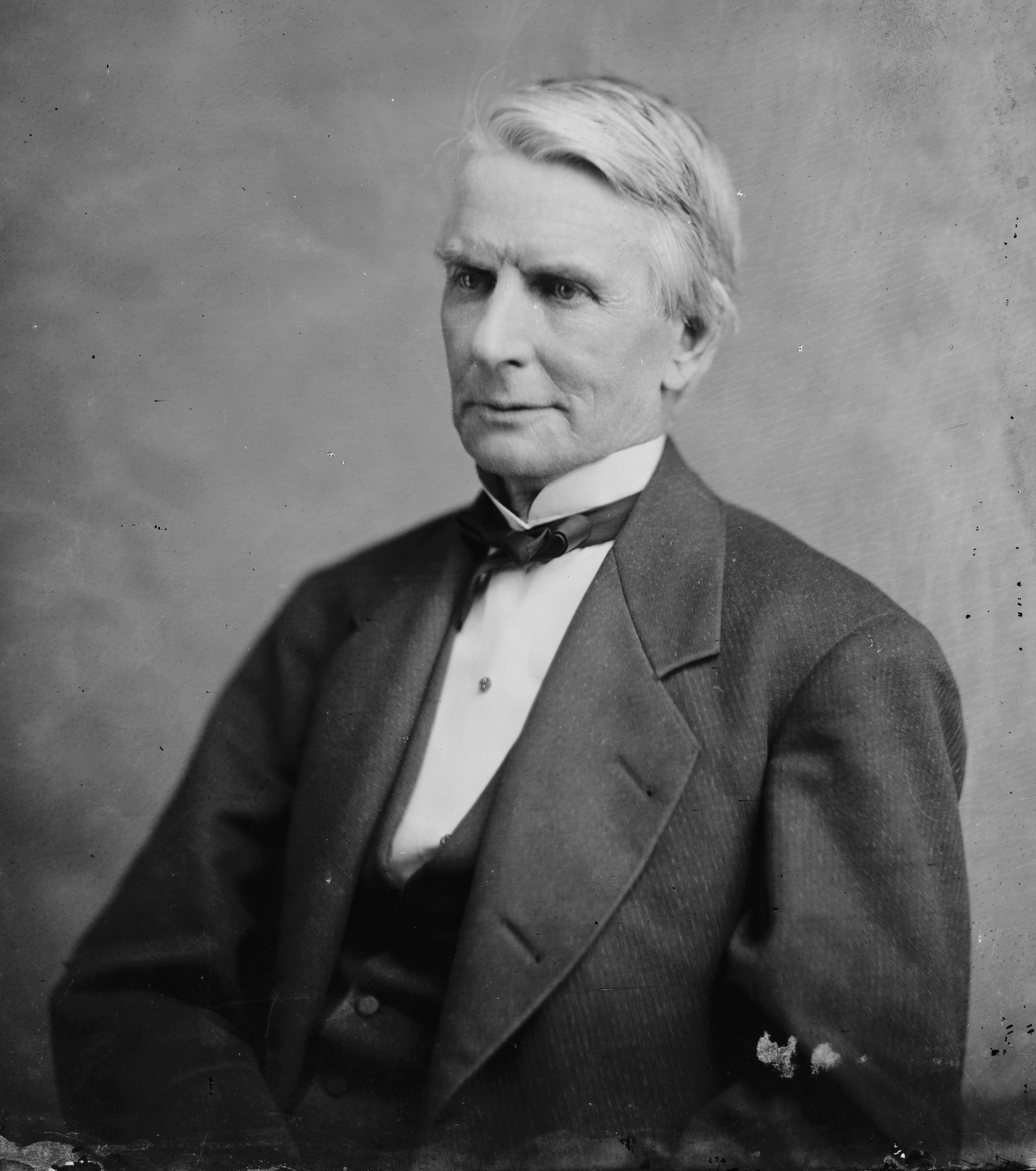
Timothy Otis Howe

Timothy Otis Howe (* 24. Februar 1816 in Livermore, Androscoggin County, Maine; † 25. März 1883 in Washington, D.C.) war ein US-amerikanischer Jurist und Politiker (Republikanische Partei), der als Postminister dem Bundeskabinett angehörte.

## Leben
Nach dem Besuch einer Privatschule in Readfield betrieb Howe Jura-Studien mit der Hilfe örtlicher Richter. 1839 wurde er in die Anwaltskammer von Maine aufgenommen und begann in Readfield als Jurist zu arbeiten. Politisch betätigte er sich erstmals 1845, als er dem Repräsentantenhaus von Maine angehörte. Wenig später zog er nach Green Bay (Wisconsin) um, wo er eine Anwaltskanzlei eröffnete. Sein Versuch, für die Whigs ins US-Repräsentantenhaus einzuziehen, scheiterte 1848.
In der Folge konzentrierte sich Howe zunächst wieder auf seine juristische Laufbahn. Von 1851 bis 1855 fungierte er als Bezirksrichter in Wisconsin. Durch diese Position gehörte er zugleich dem Obersten Gerichtshof von Wisconsin an, bis dieser als separate Einrichtung 1853 geschaffen wurde. 1857 unternahm er einen weiteren Versuch, in den Kongress in Washington einzuziehen, unterlag aber bei der Wahl zum Senat. Inzwischen war er Mitglied der Republikaner geworden. Vier Jahre später trat Howe erneut an und setzte sich diesmal durch. Er gehörte dem Senat bis 1879 an, also während des gesamten Bürgerkriegs und der Reconstruction-Ära.
Noch während seiner Zeit im Senat bekam Timothy Howe von US-Präsident Ulysses S. Grant das Angebot, Oberster Bundesrichter zu werden. Er lehnte jedoch ab, weil er fürchtete, sein Nachfolger im Senat würde ein Demokrat werden. 1877 verlor Howe seinen Senatssitz. Vier Jahre später kehrte er noch einmal in die Politik zurück, als ihn Präsident Chester A. Arthur als Postminister (Postmaster General) in sein Kabinett berief. Er amtierte vom 20. Dezember 1881 bis zu seinem Tod am 25. März 1883.